# 彼得·菲利浦斯
彼得·馬克·安德魯·菲利浦斯（英語：Peter Mark Andrew Phillips，1977年11月15日—），是一位英國商人。他是長公主安妮與馬克·菲利浦斯的兒子，也是查理斯三世的外甥。他出生時正值外祖母伊利沙伯二世在位期間，當時他在英國王位繼承順序中排名第五；截至2025年，他位列第十九順位。
菲利浦斯曾就讀於艾希特大學，其後於捷豹車隊工作。他現任精品體育管理公司英國體育與娛樂有限公司（Sports & Entertainment Limited UK）的常務董事。2008年，他在聖喬治禮拜堂與加拿大管理顧問奧特姆·凱莉結婚。兩人育有兩名子女，於2019年分居，並於2021年離婚。

## 早年生活與教育
1977年11月15日，彼得·菲利浦斯於當地時間上午10時46分出生於倫敦聖瑪麗醫院的林都院區。他是長公主安妮與馬克·菲利浦斯（1973年結婚）的第一個孩子，也是伊利沙伯二世與菲臘親王的第一個孫輩。他出生時，倫敦塔鳴放了41響禮炮慶祝。1977年12月22日，他在白金漢宮的音樂廳由坎特伯雷大主教唐納德·科根為其施洗。他的教父母包括其舅父威爾斯親王查理斯、傑弗瑞·蒂亞克斯、哈米什·洛霍爾上尉（Captain Hamish Lochore）、洛希爾的塞西爾·卡梅倫夫人（Lady Cecil Cameron of Lochiel）以及簡·霍爾德內斯-羅達姆。

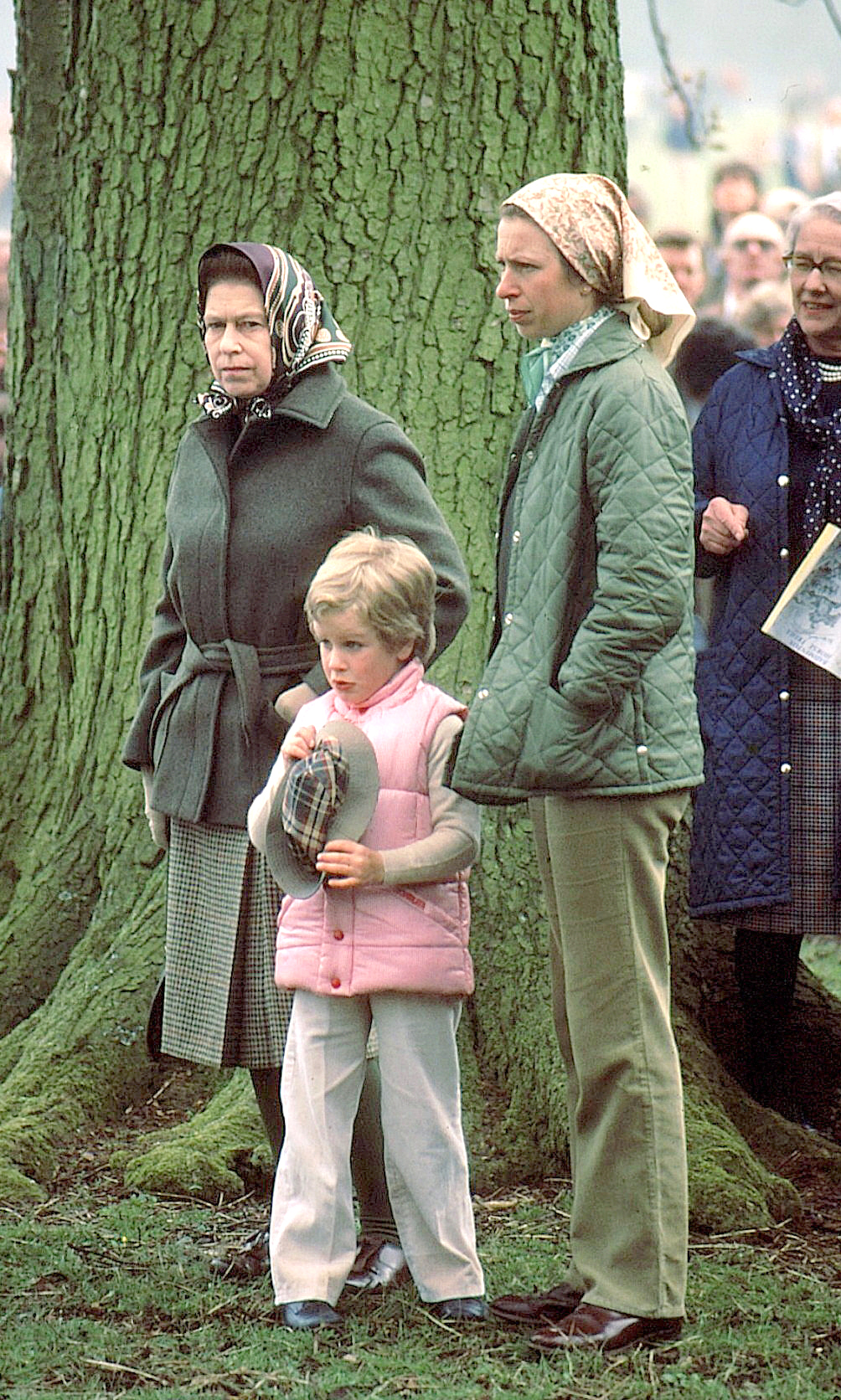
1983年，菲利浦斯與母親及祖母觀看巴德明頓馬術比賽。

菲利浦斯出生時在英國王位繼承順序中排名第五，直至其表弟威廉王子於1982年出生後順位下降。據稱，他的父母拒絕了祖母伊利沙伯二世關於授予其貴族頭銜的提議，這使得他成為500多年來首位出生時未獲任何頭銜或禮節性頭銜的君主合法孫輩。菲利浦斯有一個妹妹扎拉·廷德爾（本姓菲利浦斯；生於1981年）及兩位同父異母的妹妹：費莉西蒂·湯金（Felicity Tonkin；生於1985年）——其父馬克·菲利浦斯與前情婦希瑟·湯金（Heather Tonkin）之女；以及史蒂芬妮·菲利浦斯（Stephanie Phillips；生於1997年）——其父與第二任妻子桑迪·弗呂格所生之女。
菲利浦斯先後就讀於多塞特郡沙夫茨伯里的波特瑞吉斯學校及蘇格蘭慕禮的高登斯頓學校，後者為其多位家族成員的母校。在高登斯頓期間，他被選為學生長。在空檔年期間，他前往悉尼並為體育與娛樂有限公司（Sports & Entertainment Limited）工作，他後來再次在這家公司任職。其間他還曾效力於杰基·斯图尔特的一級方程式車隊。1990年代中期，菲利浦斯曾代表蘇格蘭參加青少年級別的橄欖球比賽。
他後進入艾希特大學就讀，並獲得運動科學學士學位。在校期間，他效力於艾希特大學聯盟式橄欖球校隊。

## 職業生涯
2000年畢業後，菲臘斯先後在捷豹車隊擔任企業接待經理，以及在威廉斯賽車隊擔任贊助帳戶經理。他於2005年9月離開威廉斯，轉至愛丁堡的蘇格蘭皇家銀行擔任經理一職。2012年3月，他離開蘇格蘭皇家銀行，出任英國體育與娛樂有限公司（Sports & Entertainment Limited UK）的常務董事。
2012年8月，他作為貴賓出席在溫布利舉行的聯盟式橄欖球挑戰盃決賽，對陣雙方為沃靈頓狼隊和列斯犀牛隊。
2016年6月前的一年間，菲利普斯負責籌辦「贊助人午餐會」，以慶祝伊利沙伯二世90歲生日。活動包括在林蔭大道舉行的遊行，以及為10,000名賓客準備的野餐籃。
2020年1月，菲利普斯為中國企業光明食品拍攝廣告。影片中，他以「英國皇室成員」的身份推廣該公司的牛奶，場景奢華。

## 個人生活

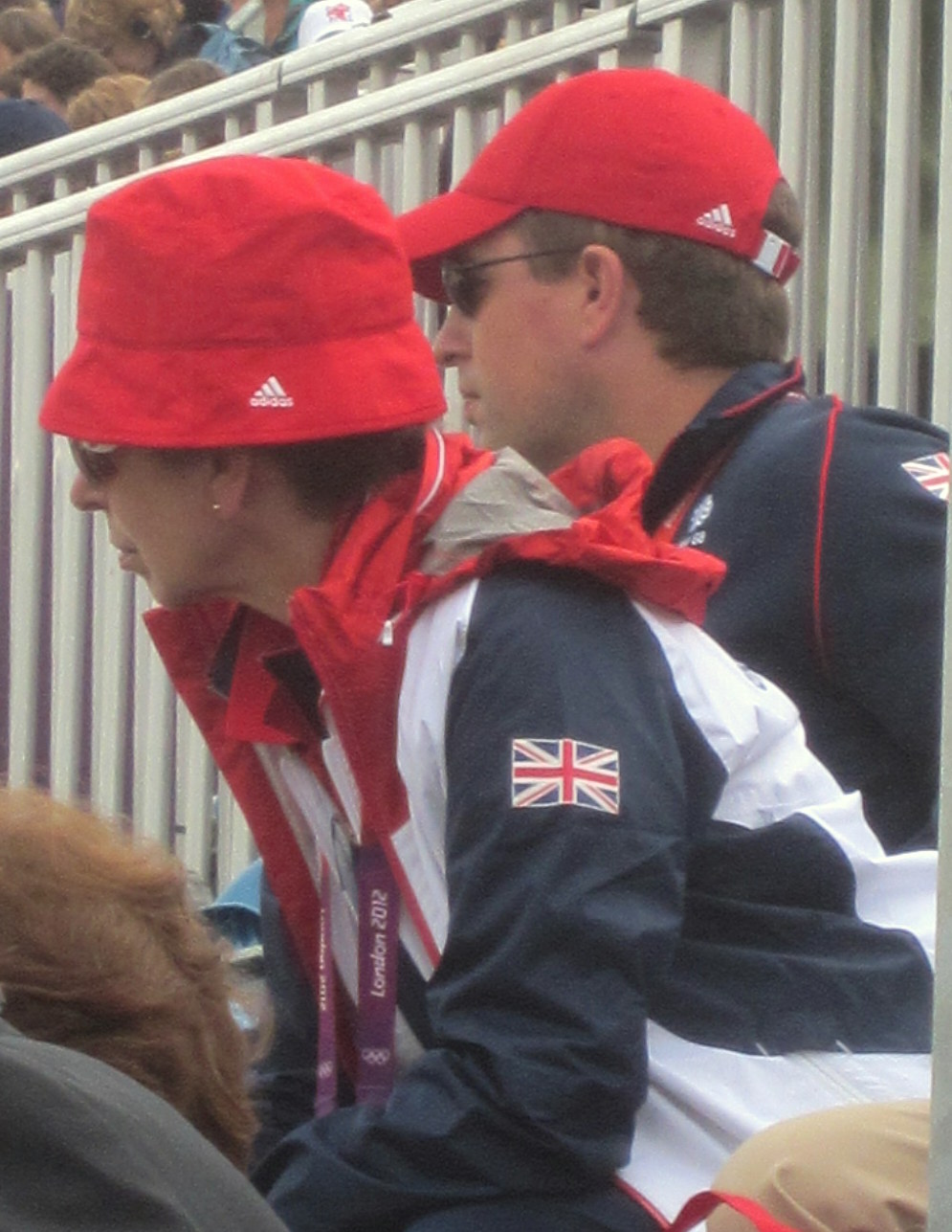
菲臘斯與母親於2012年的合影。

菲臘斯曾與美國魚肝油產業繼承人伊利沙伯·伊奧里奧（Elizabeth Iorio）交往兩年，並於2001年同居八個月。其後，他與空中服務員塔拉·斯溫（Tara Swain）有過四個月戀情。
2003年，菲臘斯在蒙特利爾舉行的一級方程式加拿大大獎賽上結識加拿大管理顧問奧特姆·凱莉。兩人於2007年7月28日宣布訂婚。
原為天主教會信徒的凱利在婚前改宗英格蘭教會。若她結婚時仍信奉天主教，菲臘斯將因已廢除的《1701年皇位繼承法令》條款失去王位繼承權。婚禮前夕，兩人接受《Hello!》雜誌專訪並拍攝照片，據報獲酬50萬英鎊，引發王室內部擔憂。兩人於2008年5月17日在溫莎城堡的聖喬治禮拜堂完婚，由溫莎教長大衛·康納主持儀式。婚後，菲臘斯調任蘇格蘭皇家銀行亞洲區贊助活動主管，與妻子移居香港。
2010年12月29日，兩人的長女薩凡娜·菲利普斯於格洛斯特皇家醫院出生，是女王的首位曾孫輩。2012年3月29日，次女艾拉·菲利浦斯於同一醫院出生。
2020年2月11日，菲臘斯與妻子宣布已於2019年分居並計劃離婚。離婚程序於2021年6月14日完成。
離婚後，菲臘斯於2021年與林赛·华莱士（Lindsay Wallace）交往，兩人於2022年6月葉森打吡大賽公開亮相。這段關係於2024年結束。
2022年9月17日，在伊利沙伯二世國喪期間，菲臘斯與妹妹及六名表親在西敏廳為祖母靈柩進行15分鐘守靈。9月19日，他與女王子女及其他高級王室成員參與國葬儀仗隊護送靈柩。
2024年6月，菲臘斯向查理斯三世與卡米拉王后介紹新伴侶——國民保健署兒科護士兼自由作家哈麗特·斯珀林（Harriet Sperling），其為愛德考特莊園領主雷蒙德·考吉（Raymond Courage）的曾姪孫女。

## 外部連結
- 英國國家肖像館中的彼得·菲利浦斯肖像
- 彼得·菲利浦斯在互联网电影资料库（IMDb）上的資料（英文）

| 彼得·菲利浦斯 出生于：1977年11月15日 | 彼得·菲利浦斯 出生于：1977年11月15日 | 彼得·菲利浦斯 出生于：1977年11月15日 |
| 頭銜繼承順序                         | 頭銜繼承順序                         | 頭銜繼承順序                         |
| ------------------------------------ | ------------------------------------ | ------------------------------------ |
| 前任者： 長公主                      | 英國王位繼承 第19位                  | 繼任者： 萨凡娜·菲利普斯             |
| 聯合王國排位名單                     |                                      |                                      |
| 前任者： 威塞克斯伯爵                | 紳士 彼得·菲利浦斯先生               | 繼任者： 格洛斯特公爵                |